# Erwin Aarts
Erwin Aarts is initiatiefnemer en producent van De Kernploeg, een gezelschap dat kleine versies van in Nederland minder bekende Amerikaanse musicals maakt en speelt.. Hij is sinds 2000 in de theaterwereld actief en begon zijn carrière op het toneel in musicals als 42nd Street, Titanic, Kuifje: De Zonnetempel, A Chorus Line, Anything Goes, Mamma Mia!, Joseph and the Amazing Technicolor Dreamcoat, Mary Poppins, Miss Saigon en Billy Elliot en de operette The Pirates of Penzance, in Nederland, Duitsland, Oostenrijk en België. Hij werkte voor verschillende theaterbedrijven en theaters en was als gastdocent tien jaar lang werkzaam aan de Fontys Hogeschool voor de Kunsten, richting muziektheater.
In 2017 debuteerde De Kernploeg met A New Brain in de NDSM-Loods in Amsterdam, in 2018 volgde She Loves Me en in 2019 de musical Vrouwen op de rand van een zenuwinzinking (Women on the verge of a nervous breakdown). In 2022 speelde De Kernploeg de eerste Nederlandse versie van Hello Again van Michael John LaChiusa.  